# Biografielijst Th

## Tha

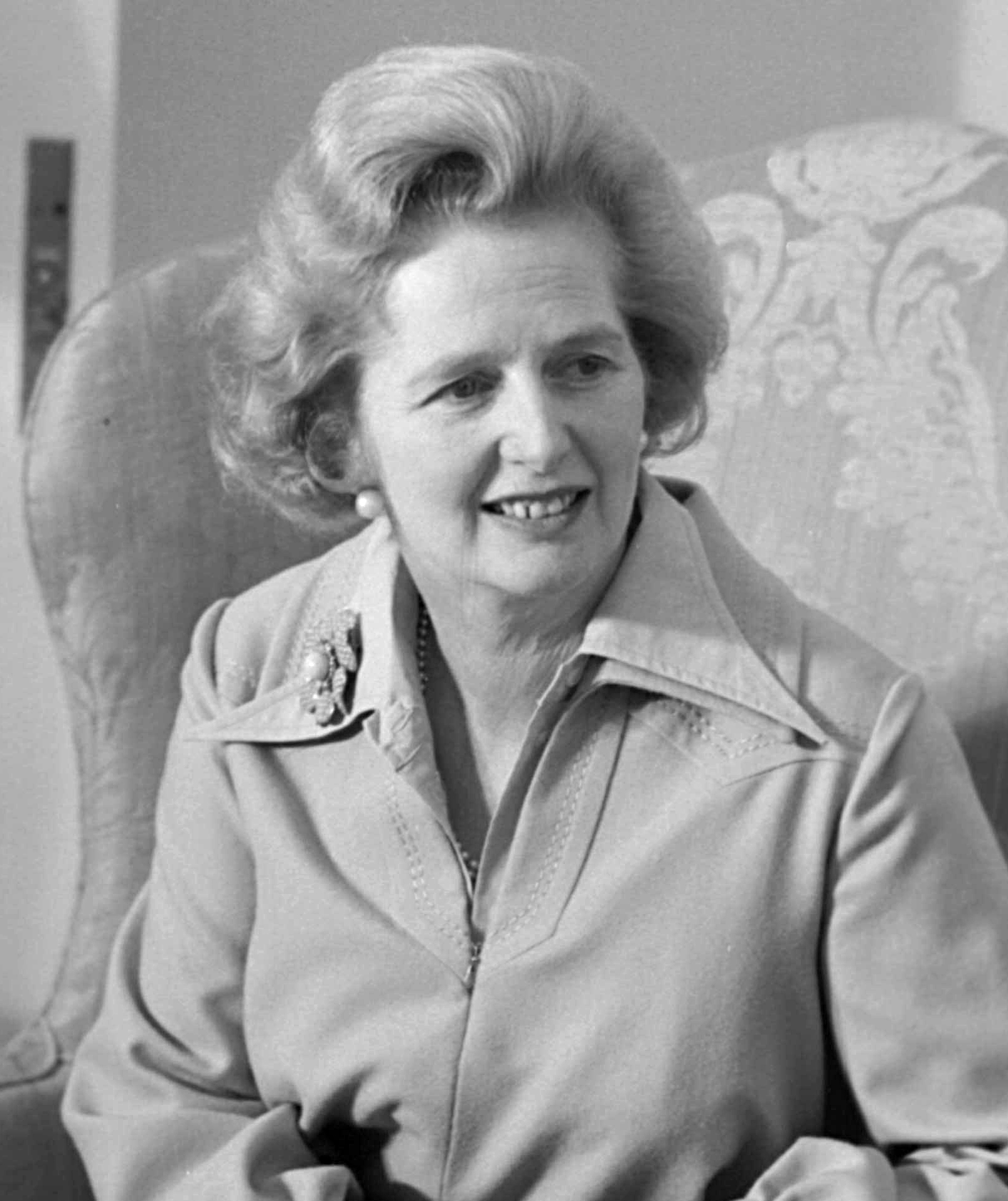
Margaret Thatcher

- William Makepeace Thackeray (1811-1863)  Brits romanschrijver
- Carl Thackery (1962), Brits atleet
- Patrick Thaler (1978), Italiaans alpineskiër
- Thales (ca.624-545 v.Chr.), Grieks wijsgeer
- Meg Thalken (1954), Amerikaans actrice
- Jacob Tullin Thams (1898-1954), Noors schansspringer en zeiler
- Than Shwe (1933), Myanmarees generaal en politicus (o.a. staatshoofd)
- U Thant (1909-1974), Birmees secretaris-generaal van de VN
- Margaret Thatcher (1925-2013), Brits politica (premier 1979-1990)
- Carole Thate (1971), Nederlands hockeyster
- Iván Thays (1968), Peruviaans schrijver en televisiepresentator
- John Thaw (1942-2002), Brits acteur

## The

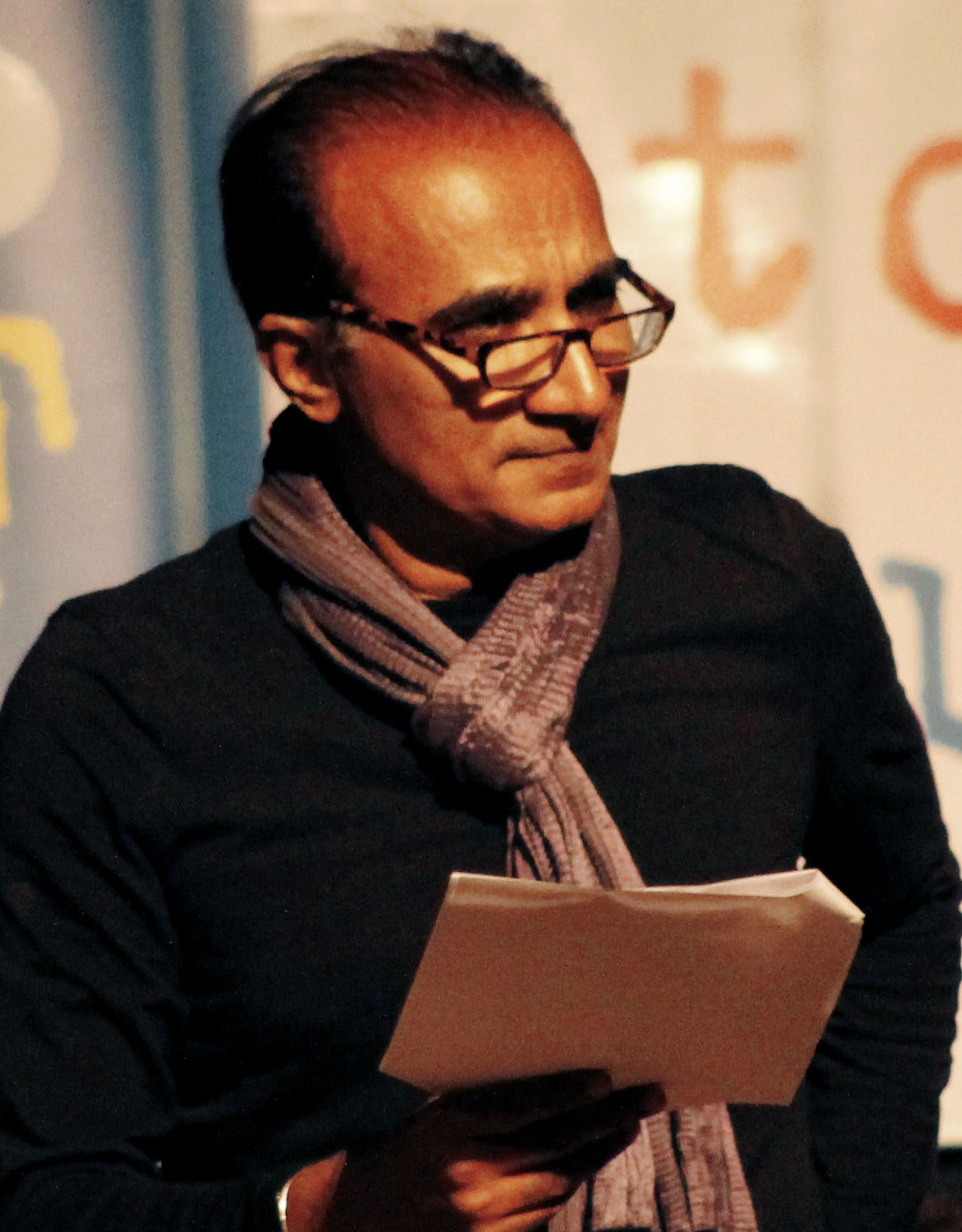
Iqbal Theba, 2012

- Michel Théato (1878-1919), Luxemburgs atleet
- Adrien Théaux (1984), Frans alpineskiër
- Iqbal Theba (1963), Pakistaans/Amerikaans acteur
- Baboloki Thebe (1997), Botswaans atleet
- Marcello Thedford, Amerikaans acteur, filmproducent, filmregisseur en scenarioschrijver
- Jan Theelen (1939-2022) Nederlands muzikant, arrangeur en producer
- Marion Thees (1984), Duits skeletonster
- The Flexican (1983), Nederlands dj; pseudoniem van Thomás Goethals
- Max Theiler (1899-1972), Zuid-Afrikaans/Amerikaans viroloog en Nobelprijswinnaar
- Yves Theisen (1946), Belgisch atleet
- Brianne Theisen-Eaton (1988), Canadees atlete
- Brooke Theiss (1969), Amerikaans actrice
- Henri Thellin (1931-2006), Belgisch voetballer
- Jurgen Themen (1985), Surinaams atleet
- Stefan Themerson (1910-1988), Pools-Brits dichter, schrijver, filmmaker, componist en filosoof
- Marion Thénault (2000), Canadees freestyleskiester
- Johannes Theobald (1987), Duits autocoureur
- Julian Theobald (1984), Duits autocoureur
- Sacha Theocharis (1990), Frans freestyleskiër
- Mikis Theodorakis (1925-2021), Grieks politicus en componist
- Monica Theodorescu (1963), Duits amazone
- Theodoretus van Cyrrhus (ca.393-ca.458/466), Antiocheens kerkvader
- Theodorus van Tabennisi (ca.311/313-368), Pachomiaans abt
- Theophrastus (ca.372-ca.287 v.Chr.), Grieks filosoof
- Hugo Theorell (1903-1982), Zweeds biochemicus en Nobelprijswinnaar
- Domenikos Theotokopoulos, (1541-1614), Grieks kunstschilder, beter bekend als El Greco
- Léon Theremin (1896-1993), Russisch uitvinder van een naar hem genoemd elektronisch muziekinstrument
- Theresia van Avila (1515-1582), Spaans karmelietes, mystica en heilige
- Theresia van Lisieux (1873-1897), Frans heilige
- Jean-Luc Thérier (1945-2019), Frans rallyrijder
- Charlize Theron (1975), Zuid-Afrikaans actrice
- Wilfred Thesiger (1910-2003), Engels ontdekkingsreiziger
- Henri Thesingh (1903-1982), Nederlands atleet
- Jan Theuninck (1954), Belgisch dichter
- Anne-Françoise Theunissen (1943), Belgisch syndicaliste en politica
- Bonita Theunissen (1994), Nederlands voetbalster
- Dani Theunissen (1999), Nederlands voetballer
- Jan Theunissen (1905-1979), Nederlands geestelijke en aartsbisschop
- Jeroen Theunissen (1977), Belgisch dichter en schrijver
- Steven Theunissen (1999), Nederlands voetballer
- Werner Theunissen (1942-2010), Nederlands gitarist en songwriter
- Will Theunissen (1954), Nederlands gitarist
- Louise Johanna Batiste Charlotte Theunissen Reijnst (1827-1861), Nederlandse edelvrouw
- Elisabeth Theurer (1956), Oostenrijks amazone
- Albert de Theux de Meylandt (1853-1915), Belgisch politicus
- Lucien Theys (1927-1996), Belgisch atleet

## Thi

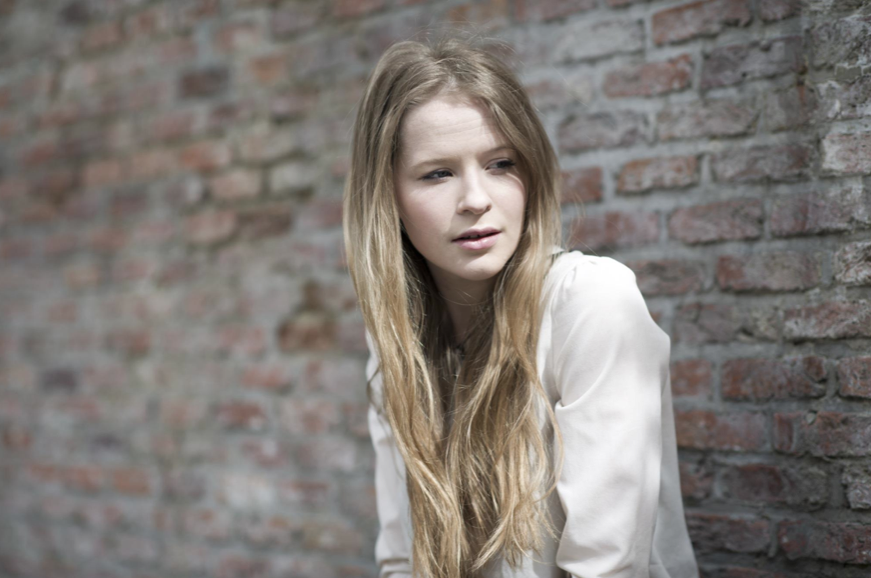
Joy Anna Thielemans

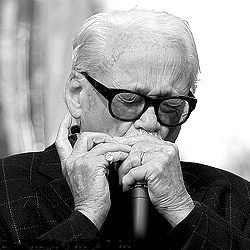
Toots Thielemans

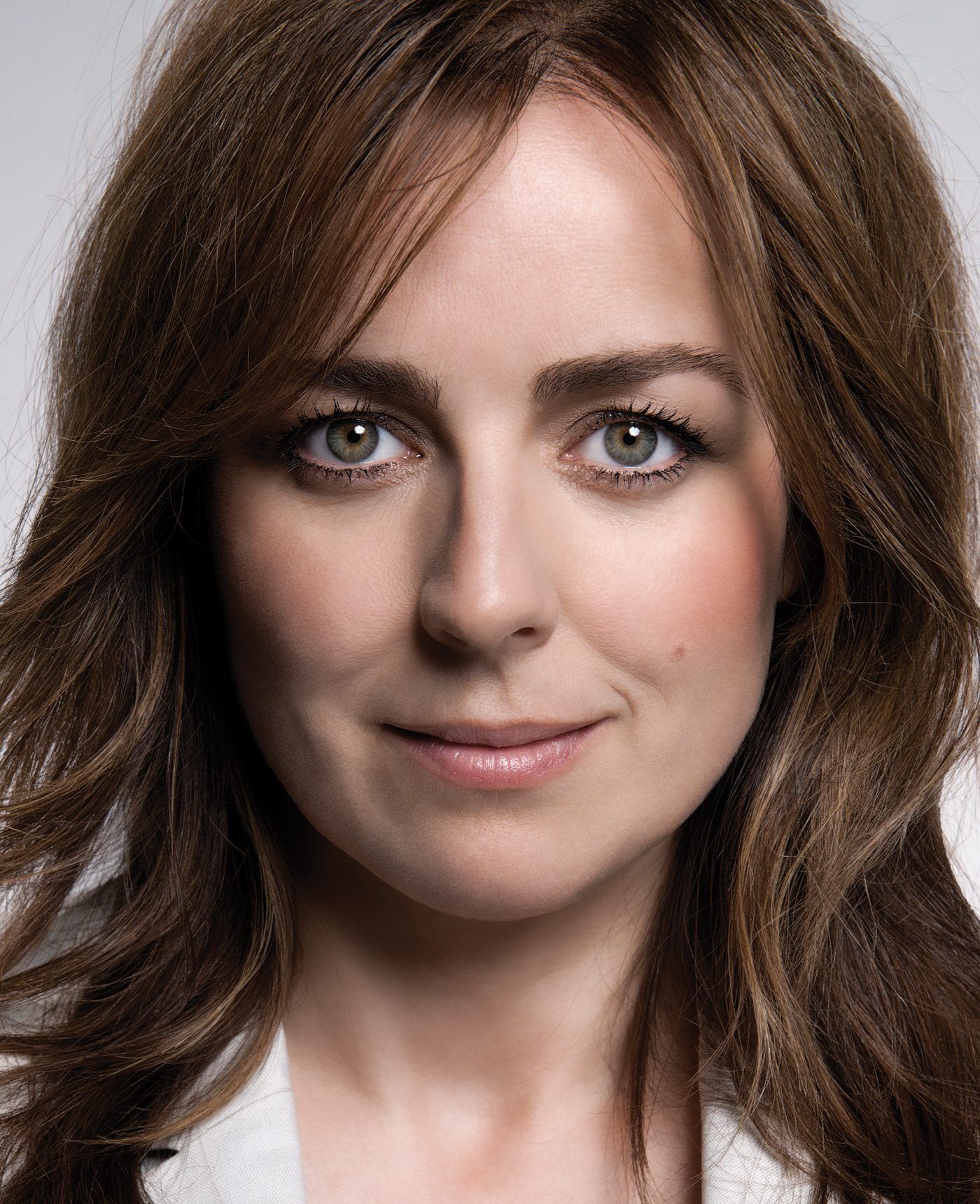
Marianne Thieme

- Nafissatou Thiam (1994), Belgisch atlete
- Alan Thicke (1947-2016), Canadees acteur
- Robin Thicke (1977), Canadees zanger
- Carsten Peter Thiede (1952-2004), Duits archeoloog en historicus
- Frans-Jozef van Thiel (1906-1993), Nederlands politicus
- Johan August van Thiel (1884-19??), Nederlands advocaat en openbaar aanklager
- Alfonso Thiele (1922-1986), Amerikaans autocoureur
- Gerhard Thiele (1953), Duits ruimtevaarder
- Jürgen Thiele (1959), Oost-Duits roeier
- Joy Anna Thielemans (1992), Belgisch actrice
- Freddy Thielemans (1944-2022), Belgisch burgemeester
- Marcel Thielemans (1912-2003), Belgisch zanger en trombonist
- Toots Thielemans (1922-2016), Belgisch jazzmuzikant
- Jana Thieme (1970), Duits roeister
- Marianne Thieme (1972), Nederlands politica, dierenactiviste en publiciste
- Jean Thienpont (1774-1863), Belgisch politicus
- Léon Victor Jean Thienpont (1815-1909), Belgisch politicus
- Léon Thienpont (1879-1959), Belgisch politicus
- Jan Thierens (1882-1967), Nederlands elektrotechnisch ingenieur en hoogleraar
- PINK de Thierry (1943-2023), Nederlands beeldend kunstenaar
- Adolphe Thiers (1797-1877), Frans politicus en historicus
- Emiel Thiers (1890-1981), Belgisch advocaat, politicus en Vlaams activist
- Louisa Thiers (1814-1926), Amerikaans honderdplusser
- Armand Thiéry (1868-1959), Belgisch katholieke priester, theoloog, filosoof, psycholoog, ingenieur, advocaat en mecenas van de schone kunsten
- Willem Thies (1973), Nederlands dichter
- Kurt Thiim (1958), Deens autocoureur
- Nicki Thiim (1989), Deens autocoureur
- Josien ten Thije (1969), Nederlands paralympisch sportster
- Piet ten Thije (1934-2015), Nederlands zwemmer
- Ed van Thijn (1934-2021), Nederlands politicus
- Aurelien Thijs (1934-2019), Belgisch ondernemer en bestuurder
- Erika Thijs (1960-2011), Belgisch politica
- Ger Thijs (1948-2023), Nederlands acteur en regisseur
- Johnny Thijs (1952), Belgisch manager
- Paul Thijs (1946), Belgisch atleet
- Rita Thijs (1958), Belgisch atlete
- Roelof Thijs (1946), Nederlands ijsspeedwaycoureur
- Henricus Thijsen (1881-1946), Nederlands turner
- Jac. P. Thijsse (1865-1945), Nederlands natuurbeschermer, onderwijzer en leraar
- Elliott Thijssen (1971), Nederlands atleet
- Felix Thijssen (1933-2022) Nederlands schrijver
- Jan Thijssen (1908-1945), Nederlands verzetsstrijder
- Jan Thijssen (1943-2016), Nederlands archeoloog
- Theo Thijssen (1879-1943), Nederlands schrijver en onderwijzer
- Roy Thinnes (1938), Amerikaans acteur
- Johnny Thio (1944-2008), Belgisch voetballer
- Josep Thió (1965), Catalaans muzikant en componist
- Thiounn Thioeunn (1909/10-2006), Cambodjaans politicus
- Pierre Thiriet (1989), Frans autocoureur
- Albert Thiry (1886-1966), Frans componist en dirigent
- Antoon Thiry (1888-1954), Belgisch schrijver en Vlaams activist
- Bruno Thiry (1962), Belgisch rallycoureur
- Giedo Thiry (1954), Belgisch sportjournalist
- Lise Thiry (1921-2024), Belgisch wetenschapster en politica
- Marcel Thiry (1897-1977), Belgisch schrijver en politicus
- Raymond Thiry (1959), Nederlands acteur
- Paul Henri Thiry d'Holbach (1723-1789), Duits-Frans edelman en filosoof
- Werner Thissen (1938-2025), Duits geestelijke en aartsbisschop van de Rooms-Katholieke Kerk

## Tho

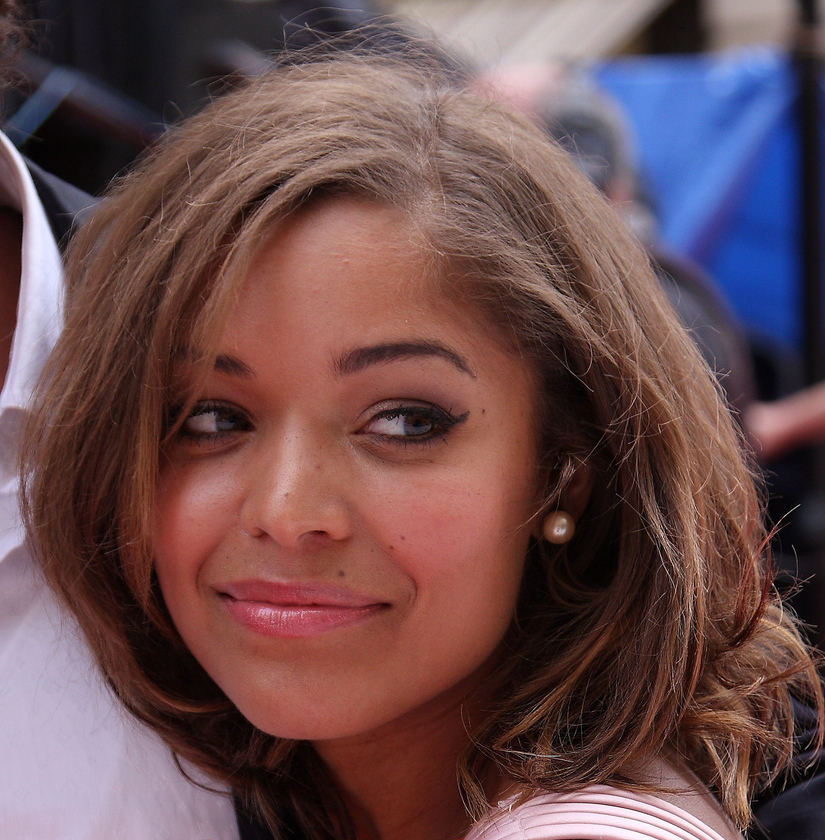
Antonia Thomas (2010)

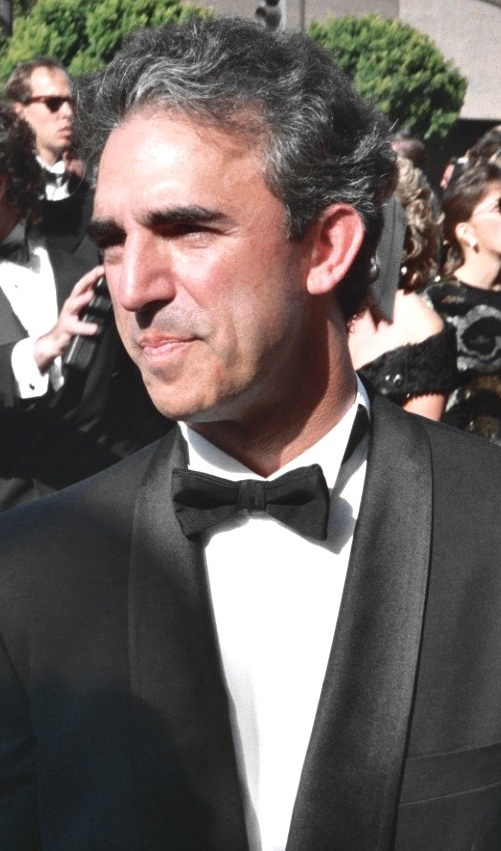
Jay Thomas (1992)

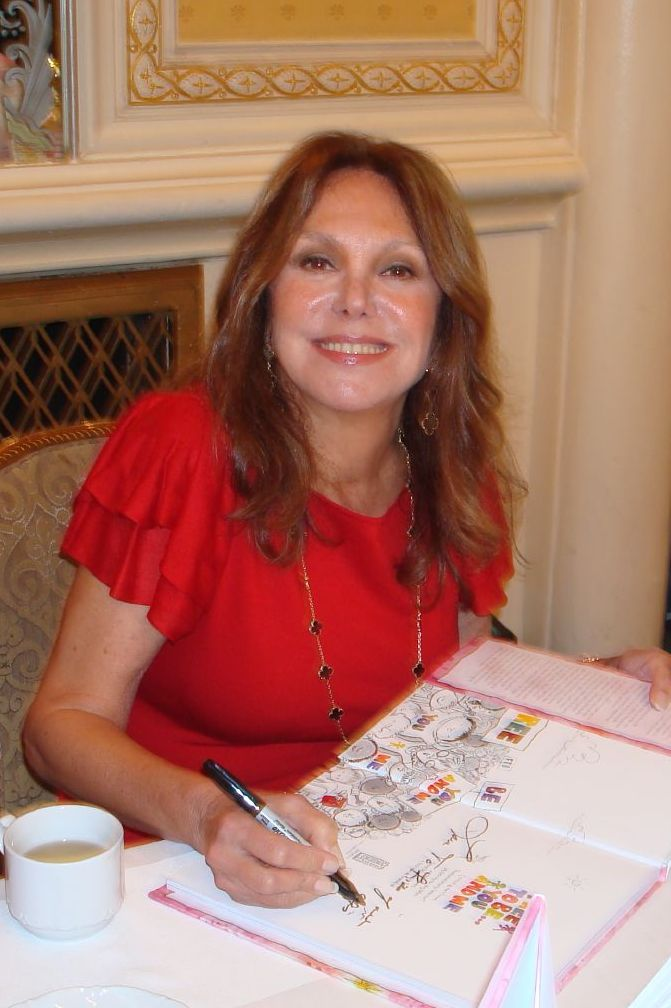
Marlo Thomas (2008)

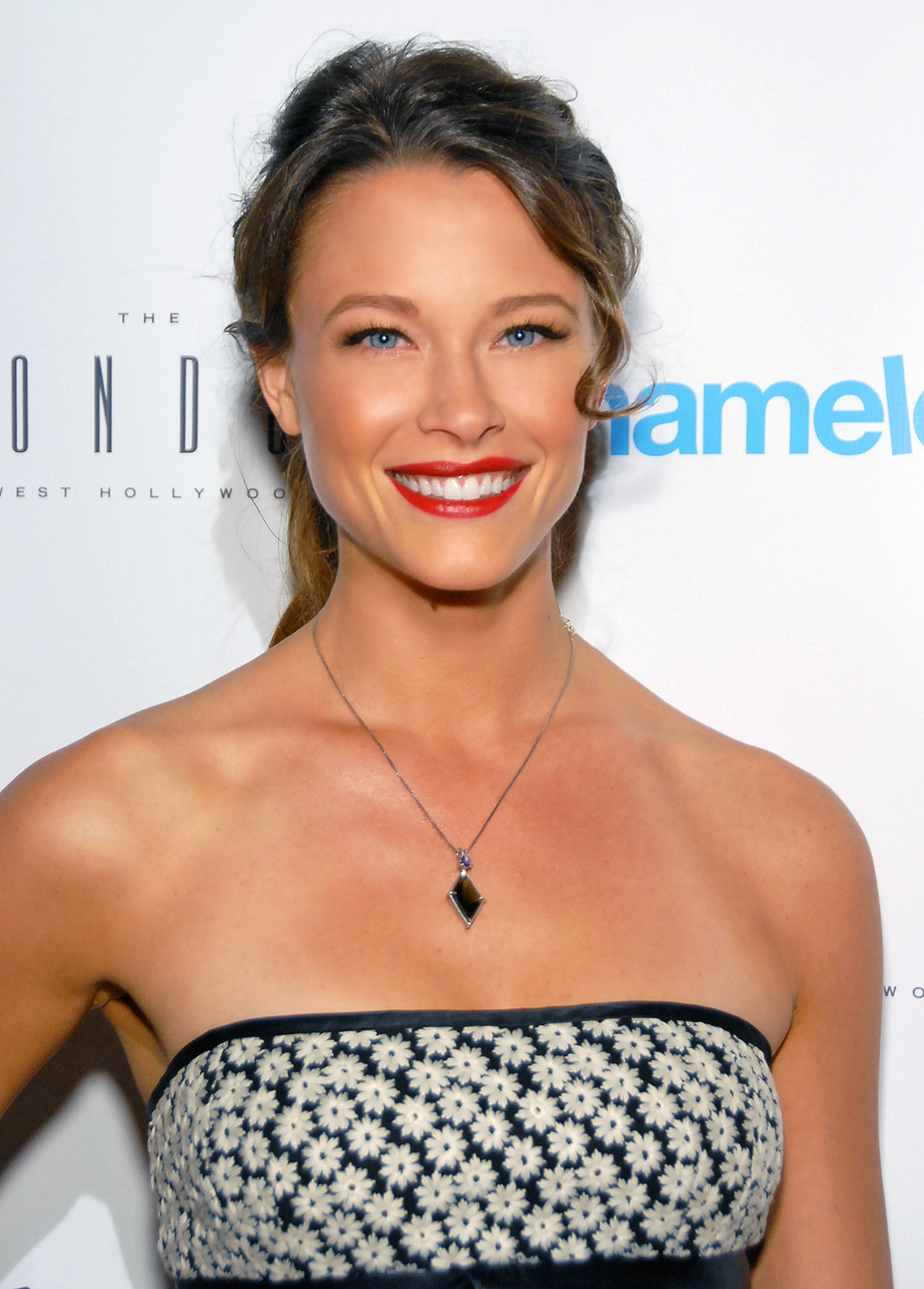
Scottie Thompson (2011)

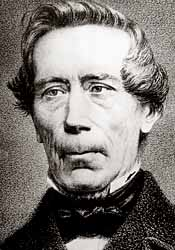
Johan Thorbecke

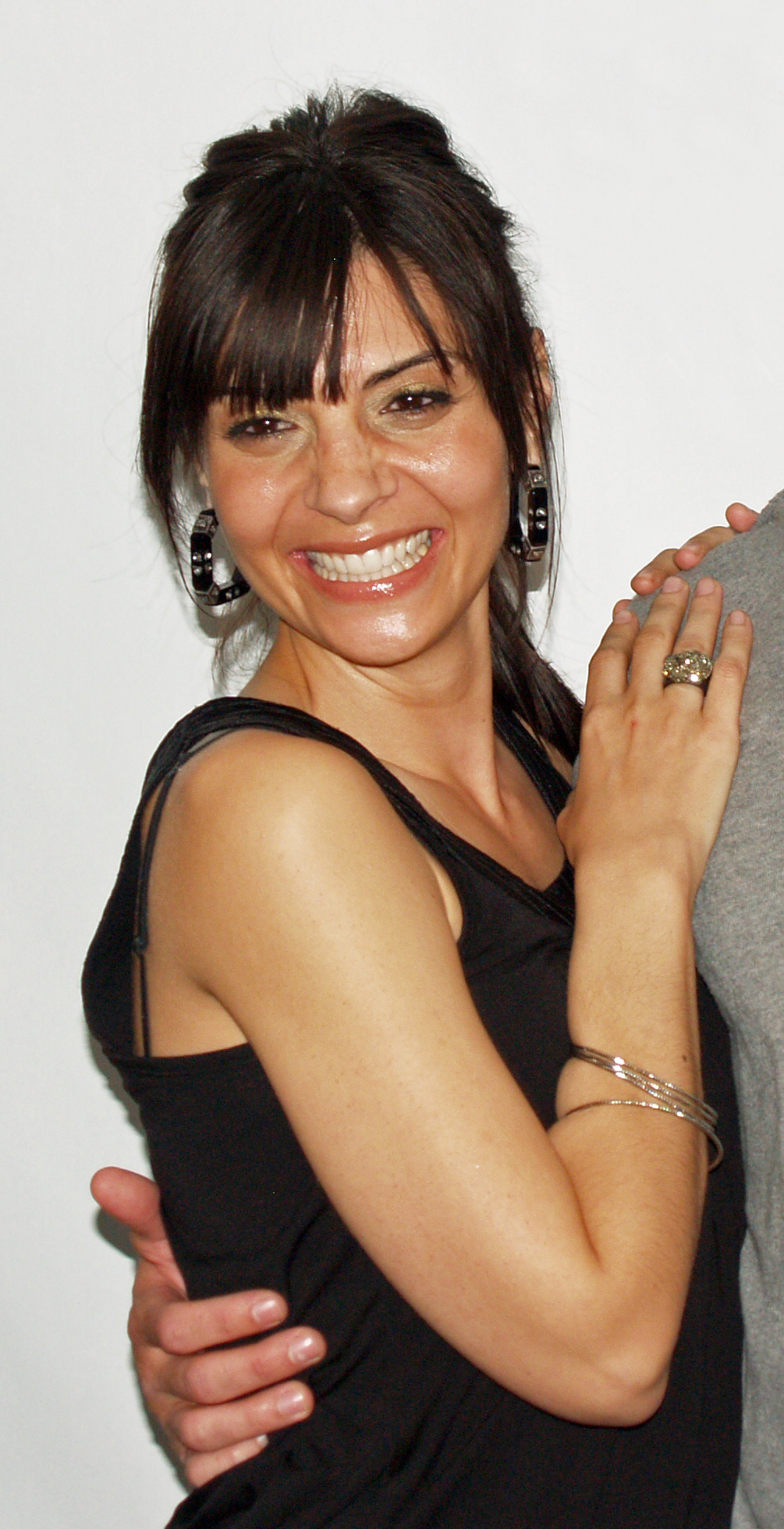
Callie Thorne (2008)

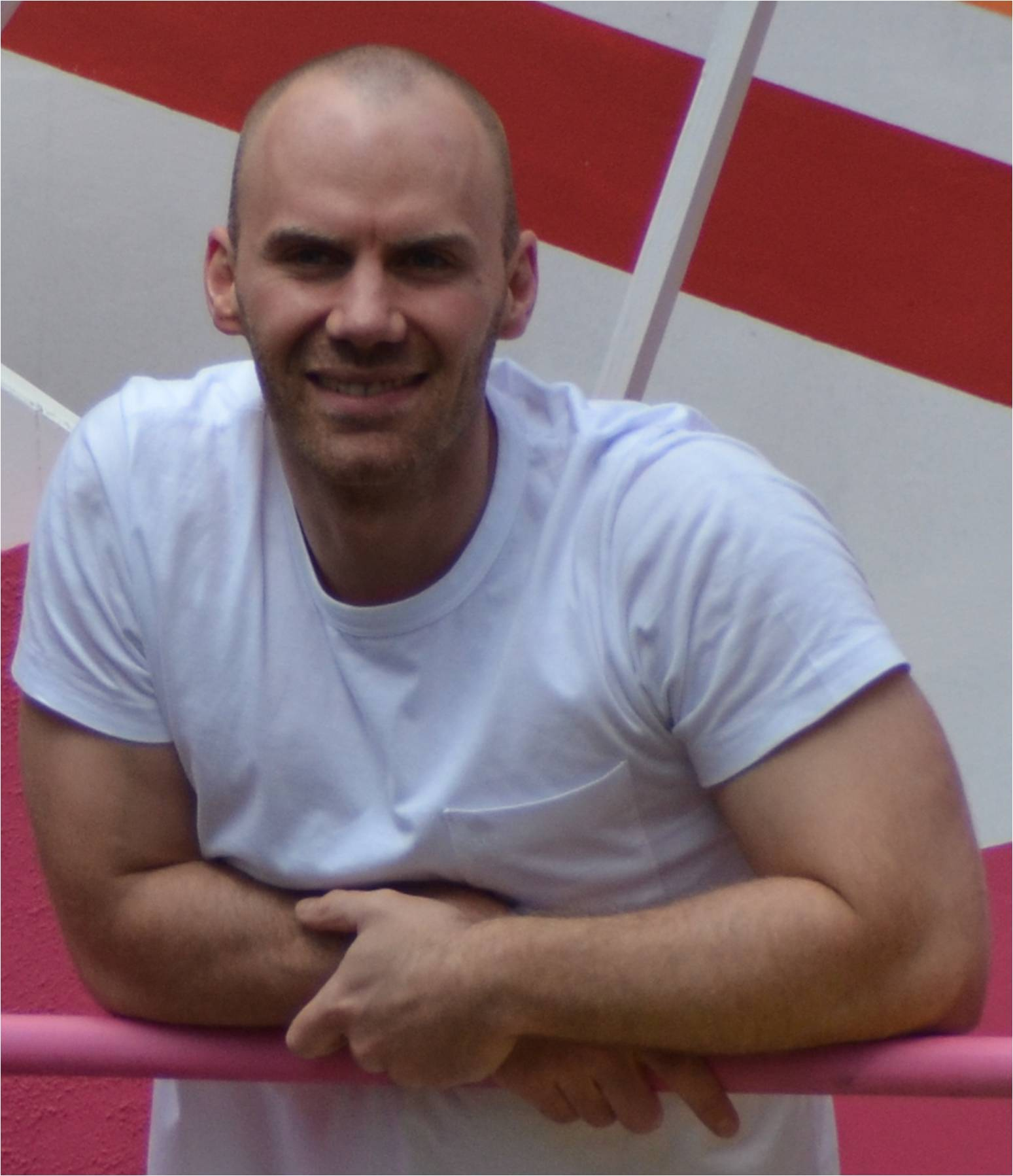
Will Thorp

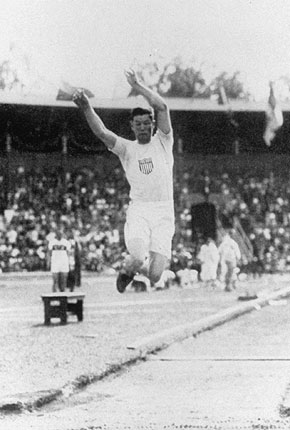
Jim Thorpe

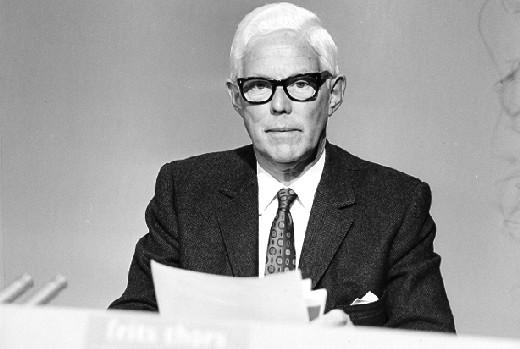
Frits Thors

- Amerigo Thodé (1950-2023), Curaçaos politicus
- Kiri Thode (1990), Boneriaans windsurfer
- Bruno Thoelen (1964-2012), Belgisch voetballer
- Dirk Thoelen (1968), Belgisch voetballer
- Jozef Thoelen (1922-1991), Belgisch politicus
- Pierre Thoelen (1883-1952), Belgisch politicus
- Yannick Thoelen (1990), Belgisch voetballer
- Johnny Tholen (1935-2021), Surinaams-Nederlands zanger
- Leonie Tholen (1913-2012), Nederlands schoonspringster
- Andreas Thom (1965), Duits voetballer
- René Thom (1923-2002), Frans wiskundige
- Jan Thomaes (1955), Belgisch architect
- Rudi Thomaes (1952-2018), Belgisch ondernemer
- Nick Thoman (1986), Amerikaans zwemmer
- Ambroise Thomas (1811-1896), Frans componist
- Andy Thomas (1951), Australisch-Amerikaans astronaut
- Annamarie Thomas (1971), Nederlands schaatsster
- Antonia Thomas (1986), Britse actrice
- Augusta Read Thomas (1964), Amerikaans componiste en muziekpedagoge
- B.J. Thomas (1942-2021), Amerikaans countryzanger
- Bruce Thomas (1961), Amerikaans acteur
- Carl Thomas (1972), Amerikaans zanger
- Clarence Thomas (1948), Amerikaans jurist en rechter
- Craig Thomas (1933-2007), Amerikaans landbouwkundige en politicus
- Craig Thomas (1942-2011), Brits schrijver
- Donald Thomas (1984), Bahamaans atleet
- Dwight Thomas (1980), Jamaicaans atleet
- Dylan Thomas (1914-1953), Brits schrijver
- Edward Donnall Thomas (1920-2012), Amerikaans arts en Nobelprijswinnaar
- Ellen Thomas (1956), Brits actrice
- Forrest Thomas (1953-2013), Amerikaans zanger
- Frank Thomas (1912-2004), Amerikaans striptekenaar
- Fred Thomas (1906-1959), Nederlands journalist en schrijver
- Gareth Thomas (1945-2016),  Welsh acteur
- Geraint Thomas (1986), Brits wielrenner
- Gerard Thomas (1663-1721), Vlaams kunstschilder
- Gordon Thomas (1933), Welsh journalist en auteur
- Haye Thomas (1936-1996), Nederlands journalist
- Helen Thomas (1920-2013), Amerikaans journaliste
- Henri Thomas (1878-1972), Belgisch kunstenaar
- Hugh Thomas (1931), Brits historicus
- Isiah Thomas (1961), Amerikaans basketballer
- Iwan Thomas (1974), Brits atleet
- Jake Thomas (1990), Amerikaans acteur
- Jamie Thomas (1974), Amerikaans skateboarder
- Jay Thomas (1948-2017), Amerikaans acteur, komiek en radiopresentator
- Jimmy Thomas (1874-1949), Brits politicus
- John Thomas (1941-2013), Amerikaans atleet
- Kristin Scott Thomas (1960), Brits actrice
- Kurt Thomas (1904-1973), Duits componist
- Lowell Thomas (1892-1981), Amerikaans schrijver, journalist, filmregisseur en -producer
- Manon Thomas (1963), Nederlands televisiepresentatrice
- Marlo Thomas (1937), Amerikaans actrice en filmproducente
- Meamea Thomas (1989?), Kiribatisch gewichtheffer
- Michael Tilson Thomas (1944), Amerikaans dirigent, pianist en componist
- Noemie Thomas (1996), Canadees zwemster
- Oldfield Thomas (1858-1929), Brits bioloog en zoogdierendeskundige
- Olive Thomas (1894-1920), Amerikaans actrice
- Petria Thomas (1975), Australisch zwemster
- Philip Michael Thomas (1949), Amerikaans zanger en acteur
- Ray Thomas (1941-2018), Brits muzikant
- Richard Thomas (1951), Amerikaans acteur
- Rob Thomas (1972), Amerikaans zanger
- Rob Thomas (1965), Amerikaans auteur en scenarioschrijver
- Robin Thomas (1949), Amerikaans acteur
- Rufus Thomas (1917-2001), Amerikaans zanger
- Steven Thomas (1967), Amerikaans advocaat en autocoureur
- Timmy Thomas (1944-2022), Amerikaans zanger
- Hughie Thomasson (1952-2007), Amerikaans zanger, tekstschrijver en gitarist
- Barbara Thompson (1944-2022), Brits muzikant en componist
- Bobb'e J. Thompson (1996), Amerikaans acteur, rapper en komiek
- Bronwyn Thompson (1978), Australisch atlete
- Chris Thompson (1981), Brits atleet
- Daley Thompson (1958), Brits atleet
- Don Thompson (1933-2006), Brits atleet
- Elaine Thompson (1992), Jamaicaans atlete
- Eric Thompson (1919-2015), Brits autocoureur
- Fred Thompson (1942), Amerikaans advocaat, acteur en politicus
- Gary Thompson (1992), Iers autocoureur
- Hunter S. Thompson (1937-2005), Amerikaans schrijver en journalist
- James Thompson (1974), Brits autocoureur
- James Thompson (1986), Zuid-Afrikaans roeier
- Jenny Thompson (1973), Amerikaans zwemster
- John Griggs Thompson (1932), Amerikaans wiskundige en Abelprijswinnaar
- Lesley Thompson (1959), Canadees stuurvrouw bij het roeien
- Linda Thompson (1950), Amerikaans actrice en songwriter
- Marielle Thompson (1992), Canadees freestyleskiester
- Marshall Thompson (1925-1992), Amerikaans acteur
- Ode Thompson (1980), Nigeriaans voetballer
- Phil Thompson (1954), Engels voetballer
- Richard Thompson (1985), atleet uit Trinidad en Tobago
- Scottie Thompson (1981), Amerikaans actrice
- Silvanus P. Thompson (1851-1916), Brits natuurkundige, elektrotechnicus en auteur
- Susanna Thompson (1958), Amerikaans actrice
- Tommy Thompson (1941), Amerikaans politicus
- Tony Thompson (1975-2001), Amerikaans zanger
- William Thompson (1939-2010), Noord-Iers politicus
- Christian Jürgensen Thomsen (1788-1865), Deens archeoloog
- Cassi Thomson (1993), Amerikaans actrice
- Earl Thomson (1900-1971), Amerikaans ruiter
- Elihu Thomson (1853-1937), Amerikaans elektrotechnicus en uitvinder
- Gordon Thomson (1945), Canadees acteur
- Gordon Thomson (1884-1953), Brits roeier
- Jan Jacob Thomson (1882-1961), Nederlands predikant en letterkundige
- Johnny Thomson (1922-1960), Amerikaans autocoureur
- Joseph John Thomson (1856-1940), Engelse natuurkundige en Nobelprijswinnaar
- Kim Thomson (1960), Schots actrice
- Lodewijk Thomson (1869-1914), Nederlands militair en politicus
- Tommy Thomson (1895-1971), Canadees atleet
- Gustav Thöni (1951), Italiaans alpineskiër
- Jacques Thönissen (1939-2023), Nederlands schrijver
- Yvonne Thooris (1889-1978), Belgisch esperantiste
- Geertruida Jeanette Thorbecke (1929-2001), Nederlands-Amerikaans patholoog
- Johan Thorbecke (1798-1872), Nederlands politicus
- Willem Thorbecke (1843-1917), Nederlands advocaat
- Cliff Thorburn (1948), Canadees snookerspeler
- David Thoreau (1817-1862), Amerikaans schrijver
- Hallvar Thoresen (1957), Noors voetballer
- Storm Thorgerson (1944-2013), Brits kunstenaar
- Sven Thorgren (1994), Zweeds snowboarder
- Thorlac Thorhallsson (1133-1193), IJslands nationale beschermheilige en bisschop
- Andreas Thorkildsen (1982), Noors atleet
- Gaston Thorn (1928-2007), Luxemburgs advocaat, (vice)premier en Europese Commissievoorzitter
- Linus Thörnblad (1985), Zweeds atleet
- Edward Thorndike (1874-1949), Amerikaans psycholoog
- Callie Thorne (1969), Amerikaans actrice
- Joel Thorne (1914-1955), Amerikaans autocoureur
- Kip Thorne (1940), Amerikaans natuurkundige
- Leslie Thorne (1916-1993), Schots autocoureur
- Willie Thorne (1954), Engels snookerspeler
- Adolph Thornton Jr. (1985-2021), Amerikaans rapper
- Billy Bob Thornton (1955), Amerikaans acteur
- Frank Thornton (1921-2013), Brits acteur
- Kirk Thornton (1956), Amerikaans acteur, regisseur en scenarioschrijver
- Noley Thornton (1983), Amerikaans actrice
- Robert Thornton (1967), Schots darter
- Will Thorp (1977), Brits acteur
- Ian Thorpe (1982), Australisch zwemmer
- Jeremy Thorpe (1929-2014), Brits politicus
- Jim Thorpe (1887-1953), Amerikaans atleet en olympisch kampioen
- Frits Thors (1909-2014), Nederlands nieuwslezer en omroeper
- Erik Thorstvedt (1962), Noors voetballer
- Jacques-Auguste de Thou (1553-1617), Frans historicus en politicus
- David Thouless (1934-2019), Brits natuurkundige en Nobellaureaat

## Thr
- Carlo Thränhardt (1957), Duits atleet
- Thrasamund (450-523), Vandalenkoning
- Thrasybulus van Athene (5e eeuw v.Chr.), Atheens staatsman
- Thrasybulus van Milete (6e eeuw v.Chr.), tiran van Milete
- Thrasymachos, Grieks sofist
- Francis Throckmorton (1554-1584), Engels samenzweerder
- Malachi Throne (1928), Amerikaans acteur
- Zachary Throne (1967), Amerikaans acteur en muzikant
- Brianna Throssell (1996), Australisch zwemster

## Thu

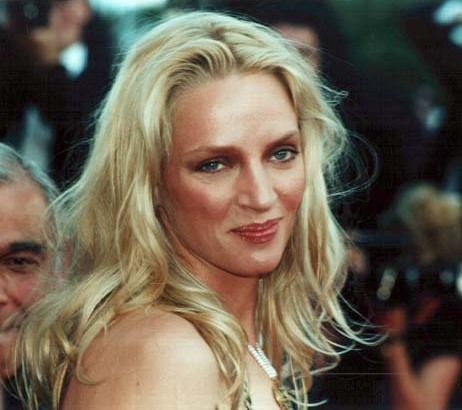
Uma Thurman

- Thucydides (5e eeuw v.Chr.), Grieks geschiedschrijver
- Josia Thugwane (1971), Zuid-Afrikaans atleet
- Róża Thun (1954), Pools politica
- Carl Peter Thunberg (1743-1828), Zweeds bioloog
- Greta Thunberg (2003), Zweeds klimaatactiviste
- Johnny Thunder, artiestennaam van Gil Hamilton (1931-2024), Amerikaans zanger
- Marijke (Stultiens-)Thunnissen (1927-2025), Nederlands textielkunstenares en schilderes
- Maung Thura, artiestennaam Zarganar (1961), Myanmarees komiek, filmmaker en acteur
- R.W.A. Thurkow (1916-1968), Surinaams politicus
- Uma Thurman (1970), Amerikaans actrice
- William Thurston (1946-2012), Amerikaans wiskundige

## Thw
- Sipho Thwala (1968), Zuid-Afrikaans seriemoordenaar

## Thy
- Jane Thylda (1869-1935), Frans actrice en societyfiguur
- Albert Thys (1849-1915), Belgisch koloniaal pionier en militair
- Alfons Thys (1874-1916), Belgisch ondernemer in de Brugse diamantnijverheid
- Chris Thys (1954), Belgisch actrice
- Daisy Thys (1969), Belgisch actrice
- Gert Thys (1971), Zuid-Afrikaans atleet
- Guido Thys (?), Belgisch filmregisseur
- Guy Thys (1922-2003), Belgisch voetbaltrainer
- Guy Lee Thys (1952), Belgisch filmregisseur
- Ivan Thys (1897-1982), Belgisch voetballer
- Jean-Louis Thys (1939-1999), Belgisch politicus, burgemeester en minister
- Joseph Thys (1888-1941 of 1942), Belgisch voetballer
- Jozef Thys (1939), Belgisch politicus
- Leah Thys (1945), Belgisch actrice
- Myriam Thys (1961), Belgisch actrice, regisseur en journaliste
- Nicolas Thys (1968), Belgisch bassist en componist
- Petrus Thys (1933), Belgisch politicus en ondernemer
- Philippe Thys (1889-1971), Belgisch wielrenner
- Pieter Thys (1624-1677), Belgisch kunstschilder
- Seppe Thys (1992), Belgisch atleet
- Valérie Thys (1975), Belgisch presentatrice en weervrouw
- Walter Thys (1924-2015), Belgisch-Frans taalkundige en hoogleraar
- Walter-Joseph Thys (1914-1957), Belgisch politicus
- Walthère Thys (1899-1971), Belgisch syndicalist en politicus
- Dirk Thys van den Audenaerde (1934), Belgisch zoöloog
- Fritz Thyssen (1873-1951), Duits zakenman
- Marianne Thyssen (1956), Belgisch politica
- Peter Thyssen (1964), Belgisch acteur